# Bigelow Aerospace

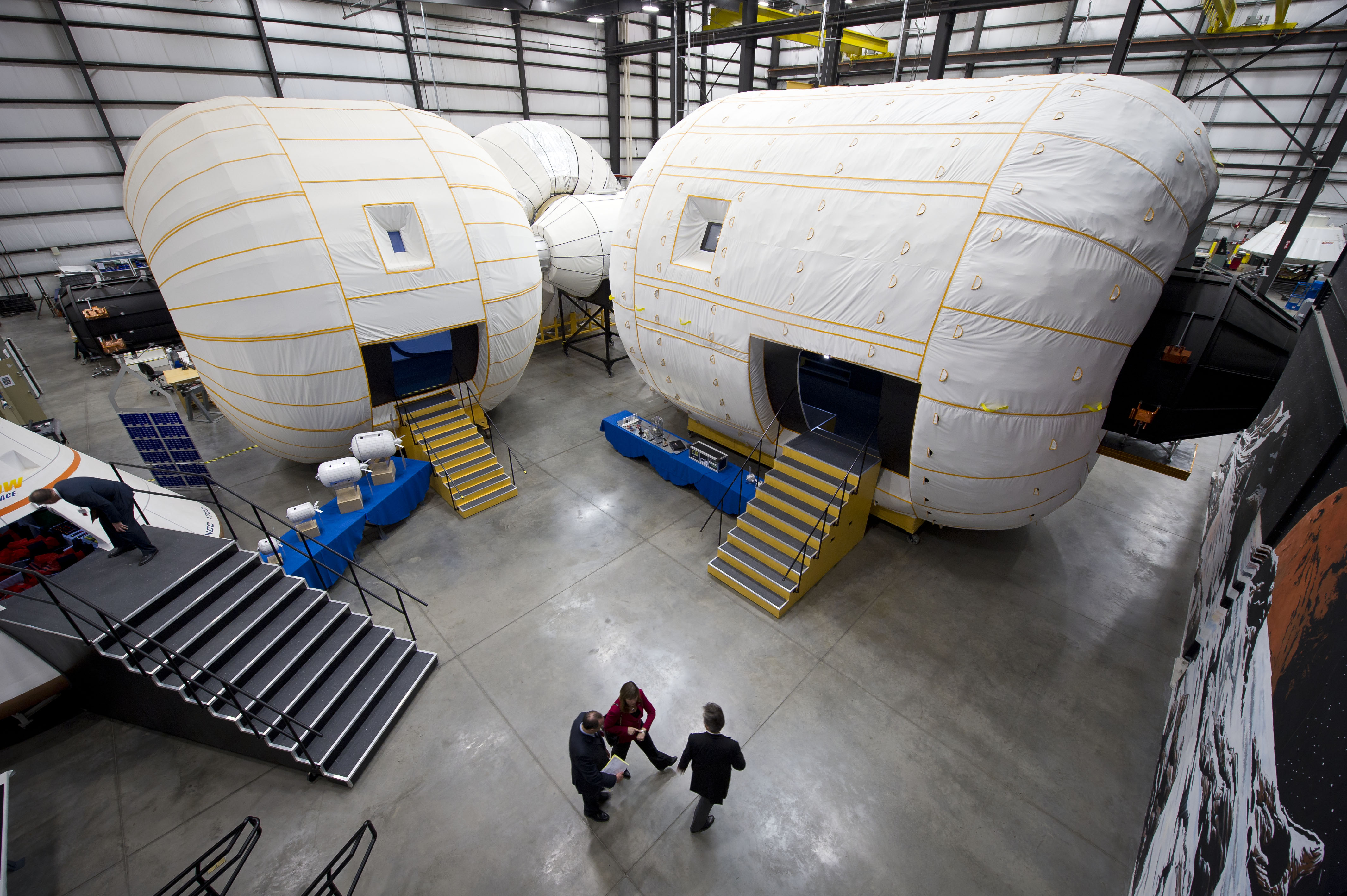
Bigelow Aerospace (2011)

Bigelow Aerospace ist ein Raumfahrtunternehmen aus Las Vegas, Nevada, das an einer neuartigen Technologie von Raumstationsmodulen mit entfaltbarer Außenhaut aus Vectran arbeitet.
Das Unternehmen wurde 1999 von Robert Bigelow gegründet und wird aus dem Vermögen Bigelows finanziert, das durch seinen Besitz einer Hotelkette (Budget Suites of America) in den USA erzielt wurde. Im Jahr 2004 erwarb das Unternehmen die Rechte an der Transhab-Technologie.
Im März 2020 entließ Bigelow Aerospace sämtliche 88 Mitarbeiter und begründete dies mit der Covid-19-Pandemie. Seitdem wurden von Bigelow Aerospace keine unternehmerischen Aktivitäten mehr registriert, obwohl der Eigentümer weiterhin als Hotelier geschäftlich aktiv war.

## Unternehmensportrait
Ausgangsbasis der Produktpalette ist die Transhab-Technologie der NASA. Diese erlaubt den Start eines Habitats in einem gefalteten Zustand (Platzersparnis). Nach dem Einschuss in den entsprechenden Orbit wird das Habitat aufgeblasen, um so den „Lebensraum“ für eine Besatzung bereitzustellen, der während der Startphase nicht benötigt wird.

### Geschäftsbereiche
Die kommerzielle Nutzung der zukünftigen Raumstation sieht Robert Bigelow in zwei Bereichen. Zum einen existieren zahlreiche Nationen mit eigenen Raumfahrern, jedoch ohne bzw. mit beschränktem Zugang zur Internationalen Raumstation. Zum anderen sieht Robert Bigelow ein Potential in der industriellen Nutzung für Material-, pharmazeutische und µ-Gravitationsforschungen sowie in einer eventuell zukünftigen Weltraumproduktion (unter Mikrogravitation), von z. B. Kohlenstoff-Nanotubes.
In der Öffentlichkeit ist aufgrund der Pressemitteilungen die Meinung vertreten, dass der Weltraumkomplex vor allem dem Weltraumtourismus als Weltraumhotel dienen soll. R. Bigelow sieht jedoch in diesem Bereich aufgrund der hohen Kosten und der geringen Anzahl an potentiellen Kandidaten keinen großen Markt.

### Produkte
Die ersten zwei Module Genesis 1 & 2 dienten der Erprobung der Technologie. Das darauf folgende Galaxy-Modul wurde aus Kostengründen und aufgrund der erfolgreichen Erprobung von Genesis 1 & 2 eingestellt. Das Sundancer-Modul hätte als Ausgangsbasis für den Stationsausbau dienen sollen, wurde aber 2011 gestrichen und durch den Nachfolger B330 (damals BA 330) ersetzt.
| Modul      | Volumen | Start                          | Trägersystem   | Status                         |
| ---------- | ------- | ------------------------------ | -------------- | ------------------------------ |
| Genesis I  | 11,5 m³ | 12. Juli 2006                  | Dnepr          | im Orbit                       |
| Genesis II | 11,5 m³ | 28. Juni 2007                  | Dnepr          | im Orbit                       |
| Galaxy     | 16,7 m³ | entfiel                        | entfiel        | Start gestrichen               |
| BEAM       | 16 m³.  | 8. April 2016                  | Falcon 9 CRS-8 | im Orbit an der ISS            |
| Sundancer  | 180 m³  | gestrichen, durch B330 ersetzt | gestrichen     | gestrichen, durch B330 ersetzt |
| B330       | 330 m³  | (war für 2020 geplant)         | Atlas 5        | Start gestrichen               |

### Transportsysteme
Die Fähigkeit zur unbemannten Raumfahrt besitzen derzeit einige Nationen, wie die USA, Russland, europäische Staaten, Japan, die Volksrepublik China und Indien. Die Vielzahl der Angebote an verfügbaren Trägersystemen für Satellitenstarts wirkt sich positiv auf die Preisentwicklung aus. Die Befähigung zur bemannten Raumfahrt besitzen hingegen nur wenige Nationen. Nach der Einstellung des Space-Shuttle-Programms sind Russland und China die einzigen Nationen mit einem bemannten Zugang zum All. Dies führt zu einem Monopol, das die Preisentwicklung negativ beeinflusst. Obwohl Bigelow Aerospace in einigen Jahren eventuell eine eigene Raumstation vorweisen kann, ist der Zugang zu dieser noch nicht gesichert.
Während alle Raumstationsmodule des Herstellers unbemannt in die Erdumlaufbahn geschickt werden, werden für den Transport der Raumfahrer bemannbare Raumschiffe benötigt. Aufgrund der fehlenden Verfügbarkeit von kommerziell preiswerten Transportern lobte Bigelow Aerospace im Jahre 2004 den America’s Space Prize aus, mit einem Preisgeld von 50 Millionen US-Dollar. Dieses Preisgeld sollte an ein privat finanziertes US-amerikanisches Unternehmen gehen, wenn dieses bis zum 10. Januar 2010 ein bemanntes Raumschiff in die Erdumlaufbahn schicken würde. Die Frist verstrich, ohne dass ein Kandidat auch nur in die Nähe der Kriterien gekommen war. Die einzige erfolgversprechende Firma war SpaceX, jedoch verstieß diese durch die Annahme von finanziellen Mitteln von der US-Regierung gegen die Regeln des Wettbewerbs.
Im September 2009 unterzeichnete Boeing in Partnerschaft mit Bigelow Aerospace das Angebot des Commercial-Crew-Development-Programms (CCDev) der NASA. Ziel der Partnerschaft war die Entwicklung und der Bau eines Raumschiffs CST-100 zur Versorgung der ISS, an dessen Tests sich Bigelow 2012 beteiligte.
Im Mai 2012 kündigten Bigelow und SpaceX eine Zusammenarbeit an. Die Unternehmen planen, Kunden mit Falcon-Raketen zu Bigelow-Stationen im Orbit zu befördern. Ende 2018 reservierte Bigelow vier Flüge mit der Falcon 9 und dem SpaceX-Raumschiff Crew Dragon zur ISS. Die Aufenthalte in einem Bigelow-Modul an der ISS sollten zwei Monate dauern und anfangs 52 Millionen US-Dollar pro Person kosten. Wegen zu hoher bürokratischer Hürden bei der ISS-Nutzung gab Bigelow diesen Plan jedoch schnell wieder auf.

## Visionen
Sollte der Aufbau und die Nutzung der Raumstation Bigelow Alpha erfolgreich verlaufen, sieht Robert Bigelow die Zukunft in einer L1- oder auch Mondbasis. Diese Idee der Verwendung von entfaltbaren oder aufblasbaren Strukturen wurde auch von der NASA für die Zeit nach der Internationalen Raumstation vorgeschlagen.

## Sonstiges
Bigelow Aerospace untersuchte von 2007 bis 2012 für das US-amerikanische Verteidigungsministerium im Rahmen des Advanced Aerospace Threat Identification Programs Sichtungen von unidentifizierten Flugobjekten.